# Girolamo Desideri
Girolamo Desideri (* 1635 in Bologna; † um 1700) war ein italienischer Philosoph, promovierter Jurist, Mathematiker und Musiktheoretiker. Bekannt wurde er 1671 durch die Veröffentlichung eines Musiktraktates.
Girolamo Desideri war Mitglied mehrerer Akademien. Er veröffentlichte 1671 den Musiktraktat Discorso della musica in Prose de'Signori Accademici Gelati di Bologna (S. 321 ff.), der vor allem die Musikinstrumente und ihre Erfinder behandelte.